# M44 (Hongarije)
De M44 is een autosnelweg in Hongarije. Het verbindt Kecskemét in het centrale deel van Hongarije met de stad Békéscsaba, nabij de grens met Roemenië. Nabij Kecskemét is er een snelle verbinding met de M5 (Hongarije) en de geplande M8 (Hongarije).
In 2016 is de aanbesteding van het eerste deel uitgevoerd. In 2017 werd de aanleg van het eerste deel van de autosnelweg tussen Tiszakürt en Kondoros gestart. In 2019 was het grootste deel klaar zijn en in 2020 is het laatste traject naar Békescsaba aangelegd. Nadien volgde het deel tot Szentkirály en in 2024 werd het stuk tussen Szentkirály en Lakitelek geopend. Op 15 april 2025 opende het stuk tussen Kecskemét en Szentkirály. 
Eventueel verder in de toekomst zal dan de weg worden verlengd richting de stad Gyula. Een verdere verlenging aan de Roemeense zijde van de grens wordt niet verwacht. In Roemenië liggen geen plannen voor snelwegen in dit gebied omdat er geen sprake is van grotere steden. Wel hebben de Roemenen een expresweg (A11) in de planning tussen Oradea (Nagyvárad) en Arad.
In 2021 werd bekend dat de Hongaarse overheid en de Roemeense overheid nadenken over een aansluiting van de M44 op de geplande A11 in Roemenië. Meest kansrijk is een aansluiting ten zuiden van het stadje Salonta (Nagyszalonta). Dit zou een nieuw tracé tussen Békéscsaba. Sarkad en de Roemeense grens betekenen.

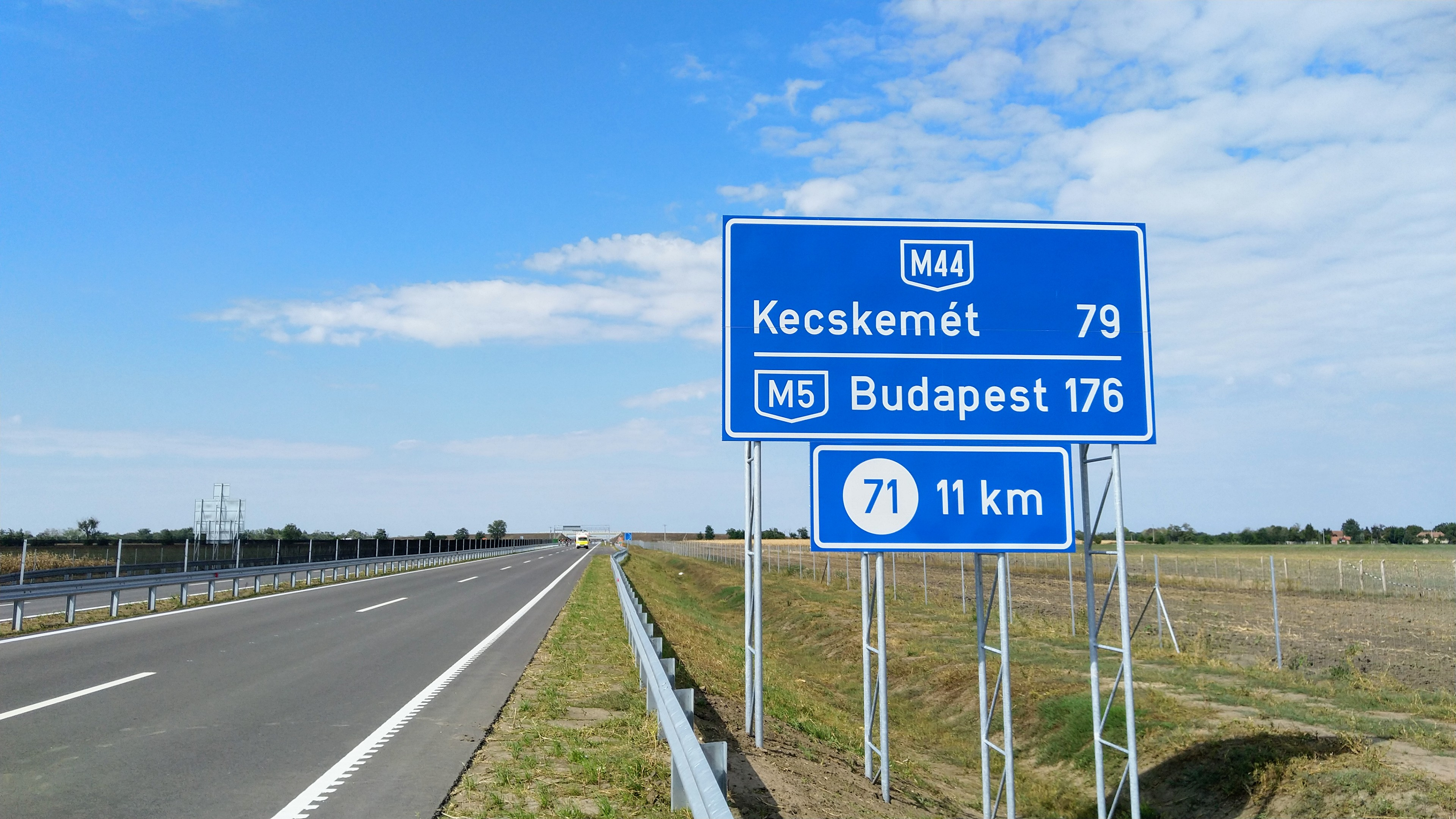
Bebording nabij Kardos richting het westen

M0 ·
M1 ·
M2 ·
M3 ·
M4 ·
M5 ·
M6 ·
M7 ·
M8 ·
M9 ·
M15 ·
M19 ·
M25 ·
M30 ·
M31 ·
M35 ·
M43 ·
M44·
M51 ·
M60 ·
M70·
M76·
M80·
M85·
M86